# История Генриетты Английской
«История Генриетты Английской, первой жены Филиппа Французского, герцога Орлеанского» — историко-мемуарное произведение французской писательницы Мари Мадлен де Лафайет, впервые изданное в 1720 году. Это единственное произведение мадам де Лафайет, в котором она говорит о себе в первом лице.
Главная героиня «Истории» — сестра короля Англии Карла II Генриетта Английская, ставшая в 1661 году женой своего двоюродного брата Филиппа Орлеанского (родного брата короля Франции Людовика XIV) и умершая молодой в 1670 году. Повествование начинается с рассказа о политической ситуации в двух королевствах и об особенностях личности принцессы. Затем автор рассказывает о бракосочетании Генриетты и Филиппа, о её жизни при французском дворе (в том числе речь идёт о любовной связи с графом де Гишем). Заключительная большая глава представляет собой описание смерти принцессы.
Известно, что Генриетта в 1664 году сама попросила мадам де Лафайет написать историю её отношений с де Гишем (она знала, чьему перу принадлежит новелла «Принцесса де Монпансье»). Та сочла эту просьбу очень лестной и взялась за работу, но вскоре прервалась на пять лет. В 1669 году писательница вернулась к «Истории…», теперь уже с новой целью — чтобы оправдать принцессу в глазах её мужа. Работа продолжалась и после смерти Генриетты, но так и не была доведена до конца. После апреля 1684 года мадам де Лафайет написала вступление к «Истории» (возможно, она хотела направить рукопись дочери своей героини Анне Марии Орлеанской, готовившейся к свадьбе с герцогом Савойским). «История» увидела свет только в 1720 году в Амстердаме, причём текст содержал множество ошибок. Исправленное издание было подготовлено в 1853 году А. Базеном.
Мнения исследователей о литературных достоинствах «Истории» расходятся. Одни сожалеют об отсутствии в этом произведении психологизма, характерного для «Принцессы де Монпансье» и «Принцессы Клевской», другие пишут об «исключительном мастерстве», с которым написан «Рассказ о смерти Мадам», видя здесь сходство с речами Боссюэ.